# Der Raubfisch
Der Raubfisch ist eine deutschsprachige, zweimonatlich erscheinende Special-Interest-Zeitschrift für Angler von Hecht, Zander, Barsch und anderen Raubfischen. Sie wird im Paul Parey Zeitschriftenverlag in Singhofen/Taunus herausgegeben. Chefredakteur ist Thomas Wendt.
Die Zeitschrift behandelt Gerätetechnik, gibt Praxis- und Gewässertipps, stellt Neuheiten des Raubfischangelns vor und berichtet von Reisen und Revieren. Für Abonnenten sind außerdem diverse Online-Inhalte über die Plattform PareyGo abrufbar.

## Auflage
Die verbreitete Auflage liegt bei 31.100 Exemplaren.